# Бабановка (Запорожская область)
Бабановка (укр. Бабанівка) — село,
Ботиевский сельский совет,
Приазовский район,
Запорожская область,
Украина.
Код КОАТУУ — 2324581402. Население по переписи 2001 года составляло 42 человека.

## Географическое положение
Село Бабановка находится на правом берегу реки Корсак, которая через 10 км впадает в Азовское море,
выше по течению на расстоянии в 1,5 км расположено село Владимировка,
ниже по течению на расстоянии в 1 км расположено село Ботиево.
Рядом проходит автомобильная дорога М-14 (E 58).

## История
- 1931 год — дата основания.